# 埃默森·姆南加古瓦
埃默森·丹布德佐·姆南加古瓦（英語：Emmerson Dambudzo Mnangagwa，IPA：/m̩.na.ˈᵑɡa.ɡwa/ ⓘ；1942年9月15日—）生于南罗德西亚（今津巴布韦）兹维沙瓦内，津巴布韦政治人物、現任总统和和执政党辛巴威非洲民族联盟－爱国阵线（ZANU-PF）第一书记。
津巴布韋獨立後，姆南加古瓦在總統羅伯·穆加貝手下擔任了一系列高級內閣職位。從1980年到1988年，他是該國第一任國家安全部長，並監督中央情報局。他在古庫拉洪迪大屠殺中所扮演的角色是有爭議的，在他任職期間，數千名恩德貝萊平民被殺。姆南加古瓦從1989年到2000年擔任司法、法律和議會事務部長，然後從2000年到2005年擔任議會議長，當時他因公開爭取接替年邁的穆加貝而被降職為農村住房部長。他在2008年大選期間重獲青睞，他在競選期間領導穆加貝的競選活動，策劃了針對反對派争取民主变革运动－茨万吉拉伊的政治暴力。姆南加古瓦從2009年到2013年擔任國防部長，之後再次成為司法部長，他還於2014年被任命為第一副總統，被廣泛認為是接替穆加貝的主要候選人。
姆南加古瓦的優勢遭到穆加貝的妻子格蕾絲·穆加貝和她的40代政治派別的反對，穆加貝於2017年11月解除了姆南加古瓦的職務，姆南加古瓦逃往南非，不久之後，在津巴布韋國防軍成員和姆南加古瓦Lacoste政治派別成員的支持下，康斯坦蒂诺·奇文加將軍發動了一場政變。在失去ZANU-PF的支持後，穆加貝辭職，姆南加古瓦返回津巴布韋擔任總統。

## 生平

### 早年经历
姆南加古瓦出生于1942年9年15日，曾就读于伦敦大学与赞比亚大学。
1960年代，姆南加古瓦加入津巴布韦非洲民族联盟，投身于推翻罗得西亚白人政权。姆南加古瓦出色的战斗能力为他赢得了“鳄鱼”的绰号，他领导的团队也被称作“鳄鱼”游击队。在此期间，他曾遭逮捕入狱十年，和穆加贝成为狱友。获释后的姆南加古瓦被驱逐到赞比亚，他在赞比亚学习了法律。同时他一直与穆加贝保持着密切联系。1977年，姆南加古瓦成为穆加贝的特别助理，并任津巴布韦非洲民族联盟军事部门负责人。年轻时，姆南加古瓦还曾到中华人民共和国北京大学进修马克思主义课程，还在南京等地学习。
1980年津巴布韦正式独立后，作为津巴布韦总统穆加贝的重要幕僚，姆南加古瓦被任命为国家安全部长，后来还曾出任财政部长、国防部长等要职。2013年9月起任司法部长。2013年9月10日，津巴布韦总统穆加贝组建新内阁，任命执政党核心成员担任国防部、司法部、财政部、新闻部等政府关键部门部长职务。9月11日穆加贝在哈拉雷总统府内为新内阁成员、司法部长埃默森·姆南加古瓦签署任命书。

### 第一副总统
姆南加古瓦和第一副总统乔伊斯·穆朱鲁曾被认为是接替穆加贝的最佳人选。2014年12月初，穆加贝公开指责副总统穆朱鲁及其“党羽”密谋暗杀他，但穆朱鲁一再否认。2014年12月9日，穆加贝宣布解除副总统穆朱鲁以及7名内阁部长的职务。2014年12月10日，姆南加古瓦被任命为执政党第一副主席兼津巴布韦第一副总统。2014年12月12日，由津巴布韦总统穆加贝任命的两名副总统与9名内阁部长宣誓就职，其中第一副总统为姆南加古瓦，第二副总统为皮莱凯泽拉·穆波科。根据津巴布韦宪法，总统在任期内因故不能履行职务期间，将由第一副总统代行总统职权。穆加贝任命姆南加古瓦为第一副总统，削减了姆南加古瓦主管内务和国防事务的权力。
此后姆南加古瓦仍是接替穆加贝的热门人选。自2014年起，津巴布韦执政党内部围绕“后穆加贝时期”的领导权之争有所加剧，浮现出两大阵营，一方以姆南加古瓦为首，另一方是以穆加贝夫人格雷丝·穆加贝为首的“40一代”（因为该派系成员多为四十至五十岁）。

### 權力鬥爭
喬伊斯·穆朱魯在被免去第一副總統的職務之前，曾被廣泛視為接替穆加貝擔任總統的姆南加古瓦的主要競爭對手。然而，隨著穆朱魯和她的主要支持者被政府和黨內清除，她不再對姆南加古瓦構成威脅。在穆朱魯被免職之前，她一直是總統夫人格蕾絲·穆加貝無情貶低的目標，後者指責她腐敗和無能。因為姆南加古瓦和格蕾絲·穆加貝兩人在反對穆朱魯方面找到了共同的原因，所以當姆南加古瓦成為副總統時，第一夫人被視為他的新興政治盟友。然而到了2015年底，姆南加古瓦的政治野心與格蕾絲·穆加貝的政治野心公開發生衝突，後者當時被視為她丈夫的潛在繼任者。
ZANU-PF主要分為兩個派系，即由格蕾絲·穆加貝領導的G40，以及被認為由姆南加古瓦領導的Lacoste派系。姆南加古瓦得到了退伍軍人和該國軍事機構的支持，部分原因是他過去領導聯合作戰司令部，以及他在津巴布韋作為穩定培育者的聲譽。第一夫人是一位相對政治上的新人，也是ZANU-PF婦女聯盟的負責人，她得到了年輕的、有改革思想的黨員的支持，他們試圖取代老衛兵。當她的G40派系將目光投向姆南加古瓦時，主要由高級黨員組成的Lacoste派系進行了反擊。姆南加古瓦利用他對津巴布韋反腐敗委員會的領導，試圖通過高度公開的刑事調查來詆毀G40領導人。
到了2016年，格蕾絲·穆加貝在政治集會和演講活動中公開抨擊姆南加古瓦。她在2016年2月在奇韋舍舉行的ZANU-PF集會上對人群發表講話，指責他不忠和外遇，以及其他罪行。她指責他假裝愛慕穆加貝，並嘲笑他的總統野心，反問“你沒聽說總統府沒有空缺嗎？”。第一夫人進一步指責姆南加古瓦或他的支持者試圖轟炸她的奶牛場（事實上，幾名軍官和邊緣政治活動家被指控犯有罪行），並暗示他的支持者策劃了試圖謀殺她兒子的陰謀。2016年11月，穆加貝在一次婦女聯盟大會上宣布她“已經是總統”，並補充說，“我與總統一起計劃和做每一件事，我還想要什麼？”儘管如此，至少在公開場合，穆加貝總統並沒有在他的妻子和姆南加古瓦之間的不和中站在一邊。2017年2月，在穆加貝93歲生日之後，他宣布自己不會退休，也不會選擇繼任者，不過他表示如果合適的話，他會讓ZANU-PF選擇繼任者。2017年7月28日，格雷丝·穆加贝公开催促年过九旬的丈夫罗伯特·穆加贝尽早确定接班人。
2017年8月11日，據稱姆南加古瓦在穆加貝總統領導的政治集會上中毒。在關達的ZANU-PF總統青年界面集會上生病後，姆南加古瓦首先被空運到格韋魯，然後到哈拉雷，最後到南非，在那裡他接受了小手術。據報導，醫生排除了常規食物中毒，但在他的肝臟中檢測到钯的痕跡，這需要在接下來的兩個月內進行解毒治療。儘管如此，信息部長克里斯·穆舒維堅持認為“不新鮮的食物”可能是罪魁禍首，他說：“我不知道鈀金的情況……我們的官方聲明是成立的。”事件發生後，姆南加古瓦的支持者傳言格蕾絲·穆加貝下令通過她控制的奶牛場生產的冰淇淋毒害副總統。此類謠言的出現導致了針對姆南加古瓦的批評。另一位副總統皮莱凯泽拉·穆波科公開譴責姆南加古瓦，指責他試圖削弱國家、分裂ZANU-PF並破壞總統，並聲稱醫生得出結論認為食物不新鮮是罪魁禍首。格蕾絲·穆加貝本人否認了這些謠言，並反問：“誰是姆南加古瓦；他是誰？”姆南加古瓦做出回應，承諾忠於ZANU-PF和總統穆加貝，並表示有關格蕾絲·穆加貝參與的謠言是不真實的，並補充說他沒有食用第一夫人農場的任何乳製品。
2017年10月9日，穆加貝總統宣布成立新內閣，姆南加古瓦在保留副總統職位的同時，將司法部長的職位讓給了該國的間諜頭目哈皮頓·邦揚威。前一週，姆南加古瓦宣布他在8月的關達集會上中毒，與之前的聲明形成鮮明對比的是，他只說自己“生病了”。這一聲明，再加上穆加貝總統幾天后宣布計劃審查其部長們的表現，導致人們猜測內閣改組可能會給姆南加古瓦帶來不利的結果。
2017年11月5日，格雷丝·穆加贝表态说，她已准备好接替丈夫罗伯特·穆加贝成为总统。当天她还公开表示，“这个名叫姆南加古瓦的人曾在1980年企图发动政变”，“他和白人共谋”，“想从总统手中夺权”。

### 解职与复出
2017年11月6日，穆加贝宣布解除姆南加古瓦的第一副总统职务，指姆南加古瓦觊觎总统宝座，在执政党津巴布韦非洲民族联盟—爱国阵线定于2017年12月举行的特别会议前煽动派系斗争以谋取支持，甚至找巫医帮忙。2017年11月8日，姆南加古瓦发表长5页的声明称，“我突然离开是因为我的人身安全和家人遭到不断的威胁”，包括“下毒等多种形式”，他没有透露正身处哪国。姆南加古瓦同时指责穆加贝领导的执政党津巴布韦非洲民族联盟—爱国阵线，并发誓会东山再起。该声明发表的同日，穆加贝在哈拉雷省向其数以千计的支持者宣布，姆南加古瓦“不具备我们高层应展现的最高纪律性”，“我们对他进行处分，并希望处分他的同伙”。当天执政党解除了姆南加古瓦在党内担任的领导职务。
2017年11月13日，津巴布韦国防军司令奇文加发表声明，敦促执政党停止排挤和清洗参加过独立战争的党内干部，并表示军队对此不会无动于衷，会采取措施阻止“反革命分子”劫持执政党的图谋。该声明被认为是对穆加贝11月6日解除第一副总统姆南加古瓦职务的回应。2017年11月14日晚，执政党发表声明，强烈谴责奇文加前一日发表的“叛逆”言论及军方将干政的威胁。
2017年11月15日凌晨1时左右，津巴布韦首都哈拉雷连续发生数起爆炸。随后军方封锁了该市外围地区的交通要道，还控制了津巴布韦国家广播公司。外界怀疑津巴布韦发生政变。但2017年11月15日凌晨，津巴布韦军方最高级别将领之一西布西索·莫悠（Sibusiso Moyo）少将在国家电视台宣读电视声明，否认发动军事政变，表示总统穆加贝目前“安全”。军方发言人还表示，穆加贝及其家人的安全有保证，军方的行动目的是让执政党内的“罪犯”被绳之以法，并尽快恢复津巴布韦正常的政治局面。自2017年11月14日晚起到11月15日，执政党津巴布韦非洲民族联盟—爱国阵线（ZANU PF）官方推特账号频繁更新，该账号称此次军方的行动不是政变，而是“不流血的权力过渡”，总统穆加贝被其妻子“利用”，目前“第一家庭”安全，执政党还强调“津巴布韦和该国执政党都不是属于穆加贝和他的妻子。”该账号还宣布，第一副总统姆南加古瓦已成为执政党领袖。

### 就任总统
2017年11月21日，穆加贝总统被迫辞职。根据津巴布韦宪法规定，如果总统去世、辞职或被罢免，其空缺将由总统所在政党推选的人来填补。11月22日，执政党津巴布韦非洲民族联盟—爱国阵线向议会表示，推选姆南加古瓦为总统和党的第一书记，姆南加古瓦将完成穆加贝的剩余总统任期，直到2018年总统大选。同日，姆南加古瓦从南非回到津巴布韦。当地时间11月24日上午，津巴布韦候任总统姆南加古瓦在首都哈拉雷宣誓就任津巴布韦总统，就职仪式在国家体育场举行，姆南加古瓦在就职仪式上发表演讲时首先向穆加贝致敬，表示“对我而言，穆加贝依然是父亲般的人物、导师、战友和领袖”，并称2018年大选将如期以民主的方式举行。
2018年7月30日大選獲得連任，8月26日姆南加古瓦宣誓就任新一屆津巴布韋總統，并于2023年连任总统职务。

## 政治立場

### 本土化和黑人經濟賦權
自1990年代初以來，姆南加古瓦在實施“本土化和黑人經濟賦權”倡議方面發揮了關鍵作用，這得到了包括本·穆切切、約翰·馬弗羅拉和保罗·坦吉·莫瓦流在內的著名土著商人以及智囊團和遊說團體IBDC的建議，如何從地方政策、部長級政策、政府政策和發展部的特定於本土化和黑人經濟賦權方面推動政策，例如本土化和經濟賦權法案。 姆南加古瓦認為，津巴布韋國防軍應保護國家資源。